# Bencze Attila
Bencze Attila (Székelyudvarhely, 1981. november 17. –) erdélyi magyar író, költő, szerkesztő.

## Életpályája
Másfél éves kora óta a nagyszülei nevelték. Verseket gyermekkorában kezdett el írni.
Általános iskolai tanulmányait Bágyban és a Homoródszentmártoni Román Viktor Általános Iskola diákjaként végezte el. Középiskolai tanulmányait Székelyudvarhelyen folytatta. Itt volt diákja a Benedek Elek Tanítóképzőnek, a Tamási Áron Gimnáziumnak valamint a Mezőgazdasági, a Bányai János és a Kós Károly Szakközépiskoláknak is. Eddig három önálló kötete jelent meg. 2007-ben néhány alkotótársával megalakították a Neo-transzilvánista Irodalmi Páholyt, amelynek elnöki tisztségét is betölti.
Szerkesztőségi pályáját Székelyudvarhelyen kezdte a valamikori Udvarhely-Szék elnevezésű hetilapnál. Ennek megszűnése után néhány év múlva egy baráti társasággal közösen egy hetilapot alapítottak, ami Pólus Extra néven jutott el az erdélyi olvasókhoz. A lapnál újságírói feladatokat látott el.
A lap bezárása után a Szász Jenő vezette Magyar Polgári Párt (Románia) berkeiben kezdett el tevékenykedni.
2011-ben indította útjára a Pólus Online nevezetű internetes hírportálját, mely a külföld, belföld, sport, gazdaság, kultúra, bulvár, életmód, egészség, tv, napi menü és turizmus rovatok mellett, franchise rendszerben kínál állást több újságírónak is.
Bencze Attila nevéhez köthető a 2011-ben életre hívott Nobel-békedíjat Böjte Csabának mozgalom elindítása, vezetése és koordinálása is.
Ugyancsak 2011-től az erdélyi autonómia Facebook oldalának életre hívója és szerkesztője, amelyben 2014-ig Fancsali Ernő társszerkesztőként segítette.  

## Önálló kötetei
- A fogadott fiú (2006)
- A lélek-inga-járata. Versek; Neo-transzilvanista Irodalmi Páholy, Debrecen–Báránd, 2008 (Véna könyvek sorozat)
- Körbetartozás (2011)
- Kálvária (2014)

## Társszerzőként
- Az én hazám – Harmadik Évezred Sorozat (Kecskeméti Lapok 2009 – szerkesztette Mészáros László (politikus) és Szőcs Géza (költő))
- A magyar szép – Harmadik Évezred Sorozat (Kecskeméti Lapok 2010 – szerkesztette Mészáros László (politikus) és Szőcs Géza (költő))
- Karácsonyi meglepetés – antológia (2012)
- Isten, haza, család – antológia (2014)

## A szerző által szerkesztett kötetek
- Jagos István Róbert – Made in az idők hajnalán (2011)
- Rózsa Margit – Ezer szóból álmodtam (2011)
- Maksa Hun Balázs – Hontalan (2012)
- Radnó György – A némaságom kiáltom (2012)
- Elek Tamás Zoltán – Sötét lángok (2012)
- Szalkári István – A sötétség fénye (2012)
- Lakó Péterfi Tünde – Tündi-Bündi Szösszenetek (2012)
- Réti G. Péter – Marcsa és a Manók (2012)
- Lélek Sándorné – A lélek útja (2012)
- Csákvári Zsóka – Idegenben (2012)
- Dudás Mihály Károly – Szemem lát, szívem őriz (2012)
- Szilágyi Dezső – Tovább az úton (2012)
- Szepesi Alíz – A menyegző felé
- Komróczki Zoltán – Megtalált betűk (2012)
- Kádár Valéria – Angel (2012)
- Ilyés András Zsolt – Ezer egy éjszaka (2012)
- Papp Róbert – Cerka Firka (2012)
- Csépányi Balázs – Arcok álruhában (2012)
- Dályai Bíró Lajos – Őseink angyalai a Tündérek (2014)
- Dályai Bíró Lajos – A Túlvilági Nap (2014)
- Isten, haza, család – antológia (2014)
- Szepesi Alíz – Mezítláb az esőben (2015)
- Csépányi Balázs – A pokolba tartó vonat (2015)

## Díjai
- Pro Literature-díj (2007)
- Az én hazám díj (2009)